# Joaquín Demetrio Casasús

Joaquín Demetrio Casasús (Frontera, Tabasco, 23 de diciembre de 1858- Nueva York, Estados Unidos, 25 de febrero de 1916) fue un economista, jurista, banquero, político, diplomático, escritor y académico mexicano. Durante el Porfiriato, fue integrante destacado del grupo de Los Científicos. Intervino en las comisiones designadas para formar el Código de Comercio, la Ley Monetaria y la Ley de Instituciones de Crédito; sin embargo, su obra más notable de jurisconsulto fue al obtener el fallo favorable a México en el juicio arbitral contra los Estados Unidos en el Caso del Chamizal. Representó a México en varios congresos internacionales de carácter bancario y fue dos veces Embajador de México en Estados Unidos. Fue fundador del Banco Central Mexicano y miembro de la Academia Mexicana de la Lengua, ingresando en 1904, y de la cual fue presidente desde 1912 hasta su muerte.

## Estudios y docencia
Estudió derecho en la Escuela Nacional de Jurisprudencia de México. Tras licenciarse, fue nombrado secretario de Gobierno de su estado natal. Desarrolló una importante labor docente como catedrático en la Escuela de Ingenieros, en la Escuela Nacional de Jurisprudencia y de economía política en la universidad mexicana. Asimismo, participó en las redacciones del Código de Comercio, de la Ley de Instituciones de Crédito y de la Ley Monetaria.

## Jurisprudencia

Joaquín D. Casasús (al centro).

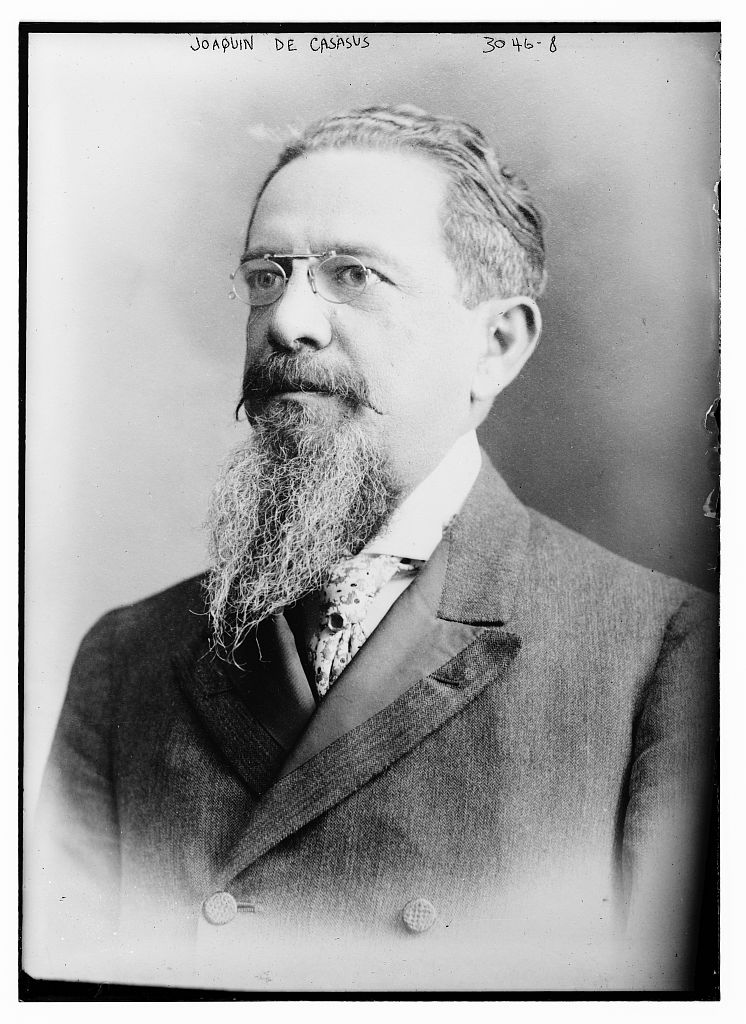
Joaquín Demetrio Casasús, ca. 1915.

En 1892 representó a México en la Conferencia Monetaria Internacional que tuvo lugar en Bruselas (Bélgica). Además de diversos cargos diplomáticos, fue diputado y, en 1902, resultó elegido presidente del Congreso.
En 1911, fue designado por el general Porfirio Díaz como presidente de la Comisión de Arbitraje de El Chamizal. Junto con el diputado y secretario de la comisión, Manuel Uruchurtu Ramírez, lograría ganar el fallo definitivo, del rey Víctor Manuel III de Italia, en favor de México y en contra de los Estados Unidos, dentro del Juicio Arbitral de El Chamizal, con lo que se establecía que el río Bravo era mexicano y no frontera. Este dictamen coincide con la renuncia del general Díaz a la presidencia en mayo de 1911 y su subsecuente salida del país, con lo que Estados Unidos no da cumplimiento al tratado hasta 1964, en que devuelve a México solo unas cuantas hectáreas por la modificación del cauce del río Bravo en Ciudad Juárez, Chihuahua.

## Obras
Su producción escrita, notable, abarca diversos campos y materias. Muy preocupado por los problemas económicos de México y especializado en aspectos bancarios y monetarios, sus principales obras en este sentido fueron: 
- La cuestión de los bancos a la luz de la economía política y del derecho constitucional
- Historia de la deuda contraída en Londres
- Las instituciones de crédito en México
- Los problemas monetarios y la Conferencia de Bruselas
- La depreciación de la plata y sus remedios
- La reforma monetaria en México
- Las reformas a la Ley de Instituciones de Crédito
- El Chamizal

Autor de obras literarias en verso y prosa, tradujo además a autores clásicos como Horacio, Virgilio y Catulo. También es autor de una elegante traducción versificada del extenso poema Evangeline, de Henry W. Longfellow, precedida de erudita introducción. 
Fue embajador de México en Estados Unidos. Perteneció a la Sociedad Mexicana de Geografía y Estadística. Falleció el 25 de febrero de 1916 en Nueva York, Estados Unidos.